# Farkos lombszöcske
A farkos lombszöcske (Tettigonia caudata) Közép- és Délkelet-Európában, valamint Nyugat-Ázsiában elterjedt, teljesen zöld színű szöcskefaj.

## Megjelenése

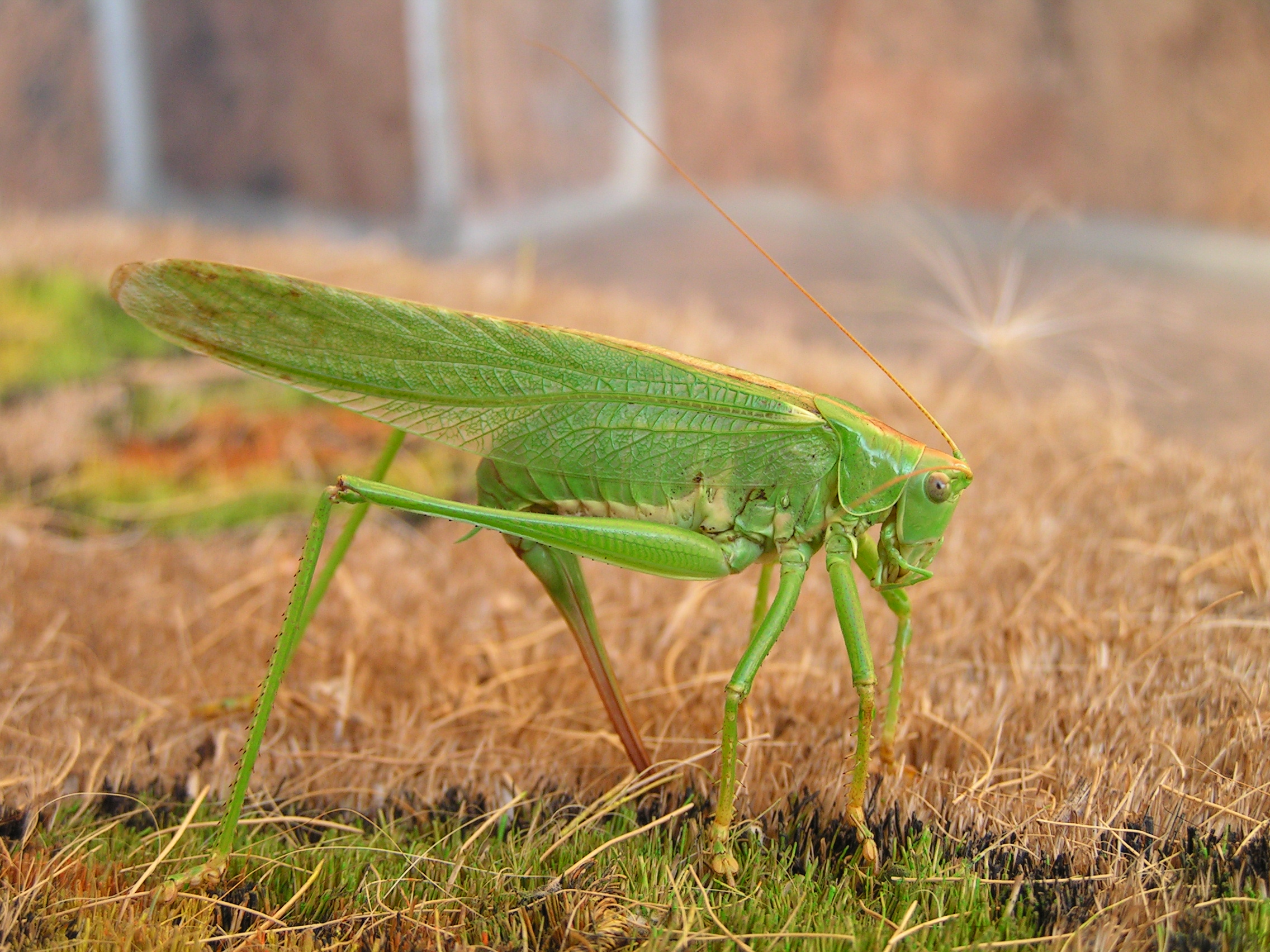
Peterakó nőstény

A farkos lombszöcske hímje 25–30 mm, a nőstény 27–35 mm között van. Utóbbi potroha végén akár a testhosszot is meghaladó, 37–40 mm-es tojócső található. Színe egyenletesen zöld; néha a lába sárgás színezetű lehet, illetve az idősebb állatok is kisárgulhatnak. Rokonaitól (zöld lombszöcske, éneklő lombszöcske) eltérően a feje és tora felső része is zöld. Szárnyai keskenyek és hosszúak, kinyújtott hátsó lába térdízületén túlra nyúlnak. Az európai szöcskéktől az is megkülönbözteti, hogy "combja" alsó oldalán kis, fekete tüskék sorakoznak. A nőstény hosszú tojócsöve vöröses-barnás, kissé lefelé ível.

## Elterjedése
Közép- és Délkelet-Európában, Kisázsiában és Nyugat-Ázsiában honos. Elterjedésének nyugati határa Németország és Kelet-Svájc, kelet felé Iránban is előfordul. Különösen jelentős populációja található a Fertő-tó környékén.

## Életmódja
A meleg és száraz bokros réteket, domboldalakat, útmenti bokrokat, akár mezőgazdasági területeket kedveli. A kifejlett szöcskékkel június és október között lehet találkozni at alacsonyabb bokrokon vagy a talajon. Melegebb éghajlaton (Görögországban) már májusban előbújnak. Mindenevő; rovarokat, lárvákat, illetve növényeket egyaránt elfogyaszt. A nőstény a talajba rakja petéit, amelyek csak a másik telük után kelnek ki.
Magyarországon védett, természetvédelmi értéke 5 000 Ft.